# Litoral esloveno
El Litoral esloveno (en esloveno: Primorska; en italiano: Litorale; en alemán: Küstenland) es una región tradicional de Eslovenia que comprende las regiones de Goriška y la Istria eslovena (Slovenska Istra), cuyos idiomas oficiales son el esloveno y el italiano. Su nombre proviene del territorio histórico del Litoral austríaco, que pertenecía a la corona de Habsburgo, y del que formaba parte el Litoral esloveno. Los principales centros urbanos son Nova Gorica en Goriška y Koper en Istria.